# Grupo de Ananké

El Grupo Ananké es un grupo de satélites jovianos constituidos por lunas retrógradas e irregulares que orbitan a Júpiter en órbitas de entre 19,3 y 22,7 millones de km, con inclinaciones orbitales cercanas a los 150° con respecto a la eclíptica

## Componentes del grupo
| Nombre                 | Diámetro (km) | Masa (kg) | Radio orbital (km) | Periodo (d) | Inclinación (°) | Excentricidad |
| ---------------------- | ------------- | --------- | ------------------ | ----------- | --------------- | ------------- |
| Euporia?               | 2             | 1,5×1013  | 19 304 000         | 550,740     | 145,767         | 0,1432        |
| S/2003 J 3?            | 2             | 1,5×1013  | 20 221 000         | 583,880     | 147,550         | 0,1970        |
| S/2017 J 9 Júpiter LXX | 3             |           | 21 487 000         |             | 152,7           |               |
| S/2003 J 18?           | 2             | 1,5×1013  | 20 514 000         | 596,590     | 146,104         | 0,0221        |
| S/2003 J 16            | 2             | 1,5×1013  | 20 957 000         | 616,360     | 148,537         | 0,2246        |
| Mnemea                 | 2             | 1,5×1013  | 21 069 000         | 620,040     | 148,635         | 0,2273        |
| Euante                 | 3             | 4,5×1013  | 20 797 000         | 620,490     | 148,910         | 0,2321        |
| Ortosia?               | 2             | 1,5×1013  | 20 720 000         | 622,560     | 145,921         | 0,2808        |
| Harpálice              | 4             | 1,2×1014  | 20 858 000         | 623,310     | 148,644         | 0,2268        |
| Praxídice              | 7             | 4,3×1014  | 20 907 000         | 625,380     | 148,967         | 0,2308        |
| Tione                  | 4             | 9,0×1013  | 20 939 000         | 627,210     | 148,509         | 0,2286        |
| Telxínoe?              | 2             | 1,5×1013  | 21 162 000         | 628,090     | 151,417         | 0,2206        |
| Ananké                 | 28            | 3,0×1016  | 21 276 000         | 629,770     | 148,889         | 0,2435        |
| Yocasta                | 5             | 1,9×1014  | 21 061 000         | 631,600     | 149,429         | 0,2160        |
| Hermipé                | 4             | 9,0×1013  | 21 131 000         | 633,900     | 150,725         | 0,2096        |
| Heliké                 | 4             | 9,0×1013  | 21 263 000         | 634,770     | 154,773         | 0,1558        |
| S/2003 J 15            | 2             | 1,5×1013  | 22 627 000         | 689,770     | 146,501         | 0,1910        |

## Origen
El grupo de Ananke se cree que se formó cuando un asteroide fue capturado por Júpiter y se fragmentó posteriormente por una colisión. Esta creencia se basa en el hecho de que la dispersión de los parámetros medios orbitales de los principales miembros son muy pequeños y se explican por un pequeño impulso de velocidad (15 <δ V <80 m / s), compatibles con una sola colisión y ruptura.
Basado en el tamaño de los satélites, los asteroides originales pueden haber sido de unos 28 km de diámetro. Dado que este valor se encuentra cerca del diámetro aproximado del mismo Ananke, es probable que el órgano del que depende, en gran medida, no fue interrumpido.
Estudios fotométricos disponibles añadieron más credibilidad a la tesis de un origen común.

En este diagrama se comparan los elementos orbitales y tamaños relativos de los principales miembros del grupo Ananke. El eje horizontal ilustra su distancia media a Júpiter, el eje vertical su inclinación orbital, y los círculos de sus tamaños relativos.

Este diagrama ofrece un campo de visión más amplia que la anterior, mostrando otros satélites pequeños agrupados cerca del centro del grupo Ananke.